# Thomas Koenig
Thomas Koenig (Belfort, 15 agosto 1997) è un arciere francese.

## Biografia
Ha rappresentato la Francia ai Giochi del Mediterraneo di Mersin 2013, terminando al quarto posto nella gara a squadre.
Ha partecipato ai Giochi olimpici giovanili di Nanchino 2014.
Ai campionati europei di Echmiadzin 2014 ha vinto la medaglia d'oro nella gara a squadre, con i connazionali Jean-Charles Valladont e Pierre Plihon.
Ai mondiali indoor di Yankton 2018 ha concluso all'ottavo posto nella gara a squadre.
Ha rappresentato la Francia ai Giochi del Mediterraneo di Tarragona 2018.

## Palmarès
- Campionati europei

Echmiadzin 2014: oro nella gara a squadre